# Паранормальное явление: Ближайший родич
«Паранормальное явление: Ближайший родич» (англ. Paranormal Activity: Next of Kin) — американский фильм ужасов о сверхъестественном, снятый Уильямом Юбэнком по сценарию Кристофера Лэндона. Продюсерами выступили Джейсон Блум и Орен Пели. Седьмой фильм франшизы «Паранормальное явление». Главная героиня истории — Марго, молодая девушка, которая собирается снять документальный фильм про замкнутую общину амишей, где выросла её биологическая мать. Марго хочет прикоснуться к своим корням, но жители общины ведут себя странно и явно что-то скрывают.
Хотя предыдущий фильм, Паранормальное явление 5, рекламировался как последняя часть оригинальной серии, представители Paramount Pictures в июне 2019 года объявили, что в разработке находится следующее, отдельное продолжение. Премьера картины состоялась 29 октября 2021 года на стриминговом сервисе Paramount+.

## Сюжет
Марго (Эмили Бейдер) и её друг-оператор Крис (Роланд Бак III) хотят снять документальный фильм о прошлом Марго. Когда-то давно мать Марго, Сара, оставила её возле больницы, и ей любопытны причины этого поступка. Через генеалогический интернет-сайт Марго и Крис знакомятся со своим кровным родственником Сэмюэлем (Генри Эйркрафт-Браун), амишем, который в настоящее время проходит свою румспрингу. После того, как кампания отбывает в Пенсильванию, к ним присоединяется Дейл (Дэн Липерт), звукооператор их документального фильма. Сэмуэль объясняет как проехать на ферму Бейлеров примерно в 50-ти километрах от ближайшего города, откуда он и мать Марго родом, все они прибывают в коммуну на фургоне, уже на месте все замечают, что на территории фермы нет сотовой связи.
Джейкоб (Том Ноуики), патриарх коммуны и отец Сары, приветствует гостей, и предоставляет им ночлег в деревенском домике, верхняя комната которого когда-то принадлежала матери Марго. Поздно ночью Марго просыпается и, заглянув в окно, обнаруживает, что вдалеке по направлению к лесу движутся люди с какими-то красными огнями; Самуэль объясняет, что это охотники. На следующее утро для гостей проводят экскурсию по ферме. Марго заходит в сарай и встречает маленькую девочку, расчесывающую кукле волосы. Куклу она зовёт «Сарой», и когда Марго обращается к ней по поводу имени, девочка загадочно отвечает, что Сара «все ещё там». Ночью Марго слышит странные звуки из старой комнаты своей матери на чердаке и поднимается туда. Там Марго находит потайную комнату, низкая дверь которой спрятана за комодом. Пробравшись внутрь, она видит странные рисунки на стенах комнатки, а собираясь спускаться, замечает в окне нечто, что она принимает за призрака.
На следующее утро Марго и Крис берут интервью у Джейкоба. Он рассказывает им о своенравном характере Сары, которая бросила вызов их обычаям, решив встречаться с парнем из соседней деревни и в итоге забеременела от него. Вместо того, чтобы следовать правилу, и отдать младенца в приёмную семью, она увезла ее в больницу. После этого Сара была наказана одиночеством и теперь считается умершей. Позже, благодаря кадрам, снятым с беспилотника, Марго выясняет, что примерно в километре от фермы, через лесную тропу можно попасть в некую отдельно стоящую церковь. Подойдя к ней впервые, Марго и Крис обнаруживают её запертой на замок и тяжёлый засов, на котором написано «So weit nicht weiter» (Не так далеко). Также к церкви приезжает Джейкоб и объясняет, что вход в церковь разрешён только для людей из общины. Следующей ночью Марго и ее друзья просыпаются от шума и замечают собрание на улице — люди двигаются к сараю. Незаметно пробравшись туда, они видят рождение двухголового козлёнка, которого жители убивают, после чего забирают труп и идут в лес по направлению к церкви.

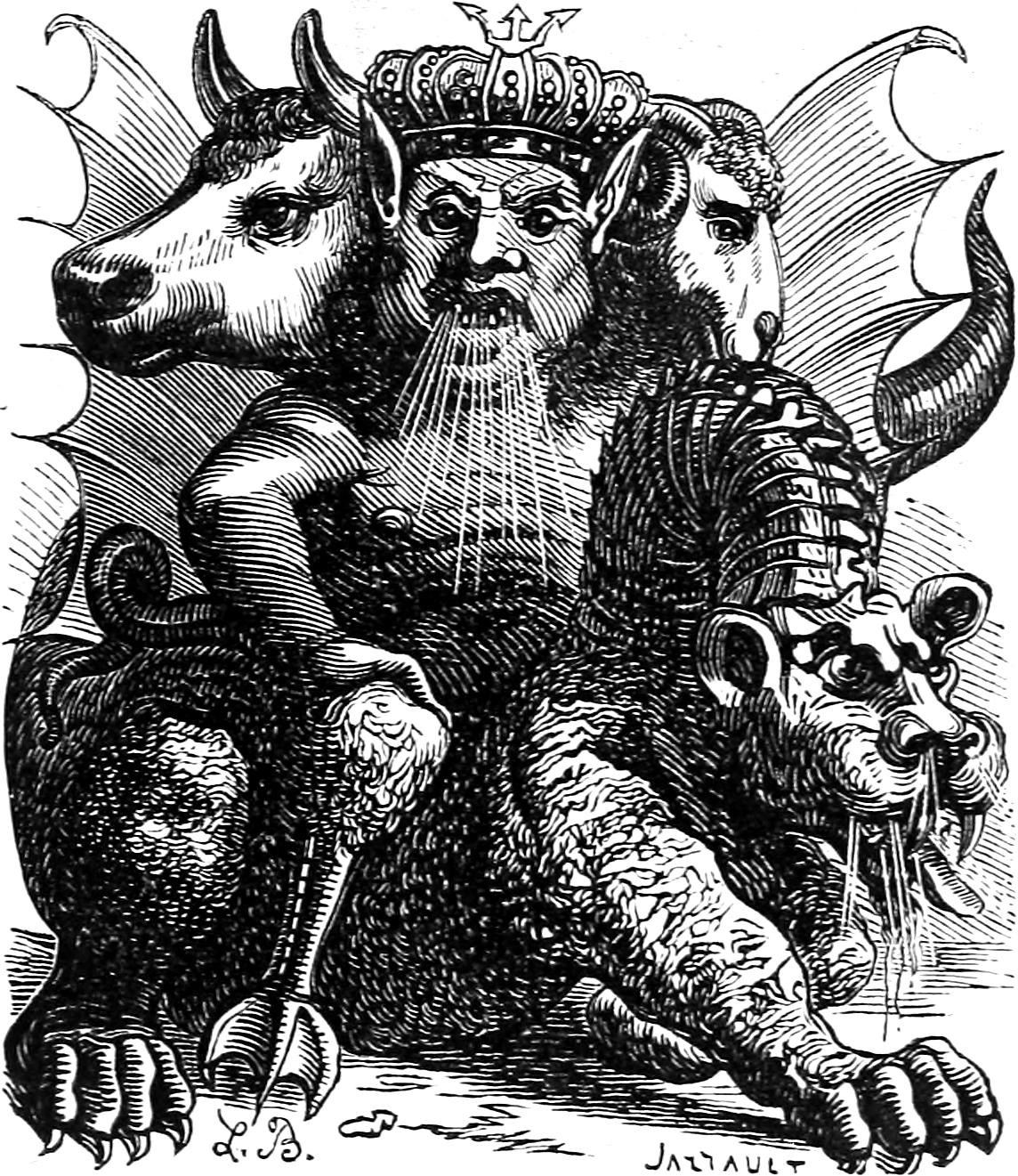
Изображение Асмодея в «Инфернальном словаре». 1863 г.

Решив разузнать секреты коммуны, Марго и Крис следующим утром взламывают дверь в церковь, пока Дейл отвлекает Сэмюэля. Внутри они понимают, что это не христианская церковь, по центру зала стоит алтарь, скамьи отсутствуют, а на полу начертаны фрески с изображением демонических фигур. Под алтарём оказывается люк в глубокий туннель, а рядом специальное устройство для спуска. Марго решает спуститься, и Крис помогает ей, но она не достигает дна и поднимается обратно, услышав странные вопли из глубины. На следующий день Марго пробирается в комнату Джейкоба, где он, как оказывается, прячет свой компьютер. Из файлов становится ясно, что он и Сэмюэл знали о том, что она дочь Сары, и намеренно организовали её приезд. Марго серьёзно пугается, и Крис предлагает уехать с фермы следующим же утром. Однако ночью Марго подвергается нападению некой сверхъестественной силы: на утро Крис и Дейл находят её в кататоническом состоянии, простыня пропитана кровью; однако местный врач заверяет, что это просто «невероятно обильная менструация» и предлагает Марго хорошо отдохнуть.
Крис и Дейл обнаруживают, что аккумулятор в их фургоне разрядился, необходимо добраться до города и купить новый. Им приходится идти в город пешком, но по пути их подбирает почтальон, который сообщает, что люди на ферме Бейлер — не амиши. Используя интернет в магазине, они узнают, что ферма Бейлер — это сообщество демонопоклонников. Согласно мифу, некогда в норвежской деревне Бескиттер, откуда и приехали Бейлеры, произошла резня, предположительно вызванная вселявшимся в жителей могущественным демоном Асмодеем. Каким-то образом жителям удалось запереть демона в теле женщины, и с её смертью демон продолжал передаваться от матери к дочери по родословной. Марго — следующая в очереди, и именно поэтому её заманили в поселение.
Когда мужчины возвращаются из поездки, то не находят Марго. Пока Дейл устанавливает новый аккумулятор и подъезжает, Крис приходит в церковь в поисках Марго. Он встречает там Джейкоба, но Крису удаётся отбиться от него и сбросить в тоннель. Сам Крис спускается туда по верёвке, находит Марго на дне ямы и хочет вытащить её, но их преследует агрессивное человекоподобное существо. Становится ясно, что оно — одержимая демоном Сара, за годы плена на цепи совсем утратившая человеческий облик. Выбравшись из ямы, Сара убивает Дейла и преследует Марго и Криса, загнав их в сарай. Марго пытается звать мать по имени, что приводит существо в некое смятение. Воспользовавшись моментом, Марго сталкивает Сару на шипастый ряд сельскохозяйственных инструментов, убивая её, и демон высвобождается.
После смерти Сары Асмодей сеет хаос на ферме, жители убивают друг друга и скот, всё вокруг пылает в огне. Марго и Крис находят ключи от машины на теле Дейла, в суматохе им удаётся заскочить в фургон и они, наконец, уезжают. Позже на место происшествия прибывают полицейские, которых привлёк дым пожаров, однако демон заставляет их одного за другим совершать самоубийства.

## В ролях
- Эмили Бейдер — Марго
- Роланд Бак III — Крис
- Дэн Липерт — Дейл
- Генри Эйркрафт-Браун — Сэмюэл
- Том Ноуики — Джейкоб

## Производство
Изначально последним фильмом в серии, должен был стать фильм «Паранормальное явление 5: Призраки в 3D». Но 19 июня 2019 было объявлено, что идёт работа над седьмым фильмом в серии. В феврале 2020 года было объявлено, что Кристофер Лэндон напишет сценарий. 12 февраля 2021 года объявили, что Уильям Юбэнк был назначен режиссёром фильма.
Актёрский состав был утверждён в марте 2021 года, а съёмки фильма завершились уже в июле того же года.

## Релиз
Изначально планировалось выпустить фильм 19 марта 2021 года, но из-за пандемии COVID-19 её перенесли на 4 марта 2022 года. В сентябре 2021 года дату выхода перенесли на 29 октября 2021 года.